# Экс-Эхидо-Чапультепек
Экс-Эхи́до-Чапультепе́к (исп. Ex-Ejido Chapultepec)  —   населённый пункт в Мексике, входит в штат Нижняя Калифорния. Население 7055 человек.